# Cá cóc bướu đỏ
Cá cóc bướu đỏ hay Cá cóc hoàng đế (tên khoa học Tylototriton shanjing) là một loài sa giông có độc tính cao có nguồn gốc từ Trung Quốc.

## Phạm vi và môi trường sống
Cá cóc hoàng đế sống trên địa bàn miền núi cao của tỉnh Vân Nam, Trung Quốc, từ 1.000 feet (300 m) đến 2.500 feet (760 m) so với mực nước biển. Chúng sinh sống ở hồ và sông chảy chậm trong các khu rừng cận nhiệt đới 

## Chế độ ăn uống
Cá cóc hoàng đế thường ăn động vật nhỏ trong môi trường của nó, chẳng hạn như dế và sâu. Cá cóc hoàng đế trong điều kiện nuôi nhốt thường được ăn sâu sáp, dế, và giun đất.